# Lambda Leonis
Lambda Leonis (Alterf, λ Leo) – gwiazda w gwiazdozbiorze Lwa. Znajduje się około 329 lat świetlnych od Słońca.

## Nazwa
Gwiazda ta ma tradycyjną nazwę Alterf, która wywodzi się od arabskiej nazwy ‏الطرف‎ al tarf, co oznacza „spojrzenie” i odnosi się do jej położenia na głowie wyobrażonej figury Lwa. Międzynarodowa Unia Astronomiczna zatwierdziła użycie nazwy Alterf dla określenia tej gwiazdy.

## Charakterystyka
Lambda Leonis jest pomarańczowym olbrzymem o jasności 460 razy większej niż jasność Słońca, należy do typu widmowego K. Gwiazda ma promień 46 razy większy niż promień Słońca, obraca się powoli wokół osi, jeden obrót może zajmować jej ponad rok. Nie jest jasne, na jakim etapie ewolucji jest ta gwiazda. Może zwiększać jasność po ustaniu syntezy wodoru w hel w jądrze, zmniejszać jasność po ustaniu syntezy helu w węgiel i tlen, bądź jaśnieć po raz drugi po zakończeniu tych reakcji. W tym ostatnim przypadku, który odpowiada największej masie gwiazdy (około 2,5 masy Słońca) Alterf staje się zmienną długookresową – mirydą.